# Tema da Mesopotâmia
Tema da Mesopotâmia (em grego: Μεσοποταμία) foi um tema (província civil-militar) bizantino localizado na região oriental da Anatólia. Não deve ser confundido com a região histórica da Mesopotâmia ou com a antiga província romana (e, inicialmente, bizantina também) da Mesopotâmia. A região correspondente ao tema bizantino estava entre os rios Arsânias (atual rio Murate) e o Chimisguezeque. Foi estabelecido provavelmente entre 899-911, quando Leão VI, o Sábio (r. 886–912) nomeou Orestes para o posto, existindo até o século XI, quando foi conquistado pelos turcos seljúcidas.

## História
O tema foi formado provavelmente entre 899 e 911, quando o imperador bizantino Leão VI, o Sábio (r. 886–912) nomeou um ex-estratego do Tema de Carsiano chamado Orestes como governador da região. A maior parte do território era anteriormente parte do principado armênio de Taquis, governado pelo chefe tribal chamado Manuel. Ele e seus quatro filhos foram persuadidos a ceder o território ao Império Bizantino em troca de títulos e propriedades em outros temas. Os distritos de Celtzena (que, por sua vez, foi desmembrado do Tema da Cáldia) e Camacha (parte do Tema de Coloneia), habitados majoritariamente por armênios, foram então anexados ao território para formar o novo Tema da Mesopotâmia. Esta origem pode explicar o costume peculiar de retirar os fundos para o pagamento do seu estratego não do tesouro imperial, mas das receitas alfandegárias do comércio provincial.

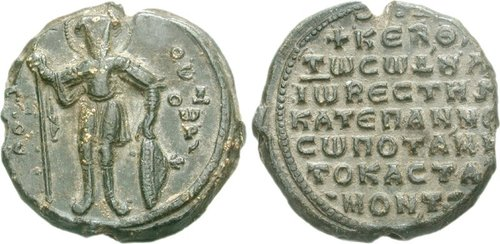
Selo de João Castamonita, vestes e catepano da Mesopotâmia

Embora o imperador Constantino VII Porfirogênito (r. 913–959) o mencione antes de sua elevação ao estatuto de tema, a região era somente uma clisura cujo nome é desconhecido. Há evidências, porém, da presença bizantina muito antes disso. Um selo de um espatário e estratego da Mesopotâmia" foi datado em 810, indicando talvez a existência dum tema de vida curta na região, e o selo de um turmarca com o nome armênio de Musilices, datado de forma tentativa em 870.

## Ducado da Mesopotâmia
Os comandantes do tema continuaram a ser nomeados por todo o século X, coexistindo com a nova posição de "duque da Mesopotâmia", criada por volta de 975. Ao contrário do estratego, o duque era um comandante regional, controlando o setor central da fronteira oriental bizantina. No século XI, a maior parte dos duques conhecidos eram armênios, inclusive Gregório Magistro e seu filho. Após a Batalha de Manzicerta (1071), o imperador Miguel VII Ducas (r. 1071–1078) tentou restabelecer a autoridade bizantina, mas a província foi perdida de vez para os turcos seljúcidas.